# 그때 그사람들
《그때 그사람들》은 박정희 전 대통령이 암살된 사건인 10·26 사건을 다룬 임상수 감독의 블랙 코미디 영화이자 드라마 영화이다.

## 줄거리
헬리콥터에 탑승 할 자리가 없다라는 일방적인 이유로 각하(송재호 분)와 삽교천 준공식에 불참한 중앙정보부 김 부장(백윤식 분)은 각하가 궁정동 안전가옥에서 대행사를 연다는 소식을 전해 듣고 수행부관 민 대령(김응수 분)과 함께 궁정동으로 향한다. 대통령비서실 양 실장(권병길 분)로부터 대통령경호실 차 실장(정원종 분)의 월권행위에 대한 이야기를 듣고 연회 중 차 실장의 태도에 기분이 상한 김 부장은 참지 못하고 민 대령과 주 과장(한석규 분)에게 각하와 차 실장을 살해할 것임을 털어놓는다. 민 대령과 주 과장은 명령에 따르기 위해 중앙정보부 안전가옥 경비원을 모은다.
중앙정보부 의전과 주 과장은 권영조(이재구 분), 송준형(김태한 분), 비번인 장원태(김상호 분), 운전수 원상욱(김성욱 분)을 무장시켜 김 부장의 계획에 가담시킨다. 이 네사람은 아무 영문도 모른 채 명령에 따른다.
연회장의 총성을 시작으로 무장한 정보부 안가 경비원들은 경호원들을 제압한다. 주 과장은 조용히 넘어갈 수 있을 거라 생각했지만 자신의 친구인 신 처장(정인기 분)을 사살하고 만다. 궁정동 안가를 장악하고 각하의 시신을 국군서울지구병원으로 후송 한 뒤 김 부장과 민 대령은 정 총장(정종준 분)과 함께 육군본부로 가서 숨을 돌리지만 양 실장의 실토로 김 부장은 체포되고 만다. 궁정동 안가를 장악했던 정보부장 경호조 경호원들도 차츰 연락이 두절되어 흩어지고, 몇몇은 체포된다.

## 등장 인물
| - 김 부장(백윤식 분) - 주 과장(한석규 분) - 민 대령(김응수 분) - 중정부장 수행부관 박흥주 - 권영조(이재구 분) - 중정 궁정동 안전가옥 경비원 이기주 - 원상욱(김성욱 분) - 중정 궁정동 안전가옥 경비원 유성옥 - 장원태(김상호 분) - 중정 궁정동 안전가옥 경비원 김태원 - 송준형(김태한 분) - 중정 궁정동 안전가옥 경비원 서영준 - 각하(송재호 분) - 대한민국 제5~9대 대통령 박정희 - 차 실장(정원중 분) - 대통령경호실장 차지철 - 양 실장(권병길 분) - 대통령비서실장 김계원 - 신 처장(정인기 분) - 대통령경호실 경호처장 정인형 - 여학생(조은지 분) - 신재순 - 초대가수, 프롤로그 나레이션(김윤아 분) - 심수봉 | - 심상효(조상건 분) - 식당 주방장(권태원 분) - 보일러 강씨(김기천 분) - 정총장(정종준 분) - 육군참모총장 정승화 장군 - 김대령(김병옥 분) - 육군본부 헌병감 김진기 - 국방장관(심우창 분) - 노재현 - 조 소령(조덕제 분) - 이 소령(이승훈 분) - 김 준장(박진영 분) - 한재국(정우 분) - 대통령경호실 경호부처장 안재송 - 최 총리(김영인 분) - 국무총리 최규하 - 부총리(서희승 분) - 신현확 - 철없는 딸 - 윤희(이혜경 분) - 원태 부인(김현아 분) - 주 과장 부인(이수미 분) - 각하 경호원(이주석 분) - 각하 경호원(김권군 분) - 각하 경호원(김형일 분) - 김 부장 주치의(임상수 분) - 김 부장 운전사(백한기 분) - 연희동 마담(이지나 분) - 주 과장 장모(지영랑 분) - 각하 비서(박신규 분) - 김 차장(김경목 분) - 중앙정보부 제2차장보 김정섭 - 삼청동 장교(김진민 분) - 군의관(최동훈 분) - 군의관(권국희 분) - 군의관(김학영 분) - 간호 장교(김민진 분) - 식당 보조(차승열 분) - 식당 보조 / 연희동 관리인(김대욱 분) - 참모총장 부관(이우정 분) - 궁정동 웨이터(조희진 분) - 부항 시술자(고영민 분) - 보안 사령관(임범 분) - 전두환 - 상황실장(배장수 분) - 각부장관 / 장군(선재규 분) - 각부장관/ 장군(김종립 분) - 각부장관/ 장군(박우섭 분) - 각부장관 / 장군(차영건 분) - 각부장관 / 장군(유상희 분) - 각부장관 / 장군(김갑순 분) - 각부장관 / 장군(김원준 분) - 각부장관 / 장군(최호진 분) - 각부장관 / 장군(조민수 분) - 각부장관 / 장군(이충열 분) - 연희동 여인(하얀 분) - 연희동 여인(윤지 분) - 연희동 여인(지우 분) - 연희동 신사(이희재 분) - 연희동 신사(김기원 분) - 육본헌병, 장교(박상현 분) - 취조실 형사(이병선 분) - 취조실 형사(이도현 분) - 취조실 형사(이동용 분) - 취조실 형사(박세용 분) - 취조실 형사(김민수 분) - 취조실 피의자(이현석 분) - 취조실 피의자(오주환 분) - 취조실 피의자(이계구 분) - 취조실 피의자(박성규 분) - 취조실 피의자(김혜영 분) - 김 부장 경호원(최기억 분) - 김 부장 경호원(서정주 분) - 김 부장 경호원(임성암 분) - 김 부장 경호원(김기환 분) - 궁정동 경비원(조재윤 분) - 궁정동 경비원(이재필 분) - 궁정동 경비원(김지웅 분) - 궁정동 경비원(설경배 분) - 궁정동 경비원(김도훈 분) - 궁정동 경비원(하상욱 분) - 궁정동 경비원(이형석 분) - 궁정동 경비원(김동주 분) - 궁정동 경비원(양재규 분) - 궁정동 경비원(남윤수 분) - 궁정동 경비원(서정훈 분) - 육본헌병 / 장교(양동명 분) - 육본헌병 / 장교(류성훈 분) - 육본헌병 / 장교(이정민 분) - 육본헌병 / 장교(황선집 분) - 육본헌병 / 장교(우상권 분) - 육본헌병 / 장교(정민혁 분) - 육본헌병 / 장교(박상조 분) - 육본헌병 / 장교(박상주 분) - 육본헌병 / 장교(이경걸 분) - 육본헌병 / 장교(배종환 분) - 국기경례 여고생(경기여자고등학교 영화제작부 분) - 30경비단 군악대(부천공업고등학교 관악부 분) - 취조실 피의자(김병철 분) - 윤희모, 에필로그 나레이션(윤여정 분, 특별출연) - 육군본부 초병(홍록기 분, 우정출연) - 국군서울지구병원 헌병(봉태규 분, 우정출연) |

## 법정 공방과 장면 삭제
박정희의 아들 박지만은 이 영화가 "아버지의 명예를 훼손했다"며 서울중앙법원에 상영 금지 가처분 신청을 했다.
개봉을 나흘 앞둔 1월 31일 법원은 "영화 자체의 상영 금지는 참혹하다"며 아래의 세 장면을 삭제하면 상영할 수 있다고 판결을 내렸다. 제작사는 이 장면을 검은 화면으로 대체하거나 일부 프린트에서는 삭제해 상영했고, DVD에는 법원 결정에 의해 삭제되었다는 안내와 함께 검은 화면을 남겼다.
- 프롤로그

부마항쟁 사진자료와 김윤아의 나레이션(프롤로그)
- 에필로그 이후

김수환 추기경의 조사에 이은 박정희 전 대통령의 장례식 영상자료
그러나 2월 MK픽처스는 가처분 이의신청소송을 냈으며, 박지만은 본안 소송에 해당하는 영화상영금지 및 손해배상 청구소송을 제기했다. 2006년 8월 서울중앙지방법원은 손해배상 소송 금액 5억원 중 1억원을 박지만에게 보상하라는 판결을 내렸지만, “인격적 침해 장면만을 금지한다면 영화가 갖는 창작의 본질을 형해화시키는 결과를 초래한다”며 영화상영금지 청구는 기각하였다.
판결이 내려진 이후, 제11회 부산국제영화제에서 삭제 장면을 복구한 온전한 영화가 상영되었다.